# Calligonum aequilaterale
Calligonum aequilaterale là một loài thực vật có hoa trong họ Rau răm. Loài này được Godw. mô tả khoa học đầu tiên năm 1961.